# Hang Sửng Sốt
Hang Sửng Sốt is een grot, gelegen in de Hạ Longbaai, een baai die staat op de Werelderfgoedlijst van de UNESCO. De grot bevindt zich in de Vietnamese provincie Quảng Ninh.
De grot is geopend voor toeristen en is toegankelijk via een smalle doorgang. Eenmaal binnen is de grot verdeeld in twee compartimenten, een grote en een kleine. In het grote compartiment hangen stalactieten. Voor de toeristen is in de grot een wandelpad aangelegd.